# 杜君慧 (1904年)
杜君慧（1904年9月15日—1981年2月7日），笔名卢兰，中国妇女运动先驱，研究妇女运动理论的先行者，第一届全国妇联候补执委，中共八大代表，第一、二、三届全国政协委员，第四届广东省政协常委，韩国独立运动家金奎光的妻子，韩国建国勋章获得者。

## 早年生涯
1904年9月15日，杜君慧出生于广州，1926年毕业于中山大学，是广东第一批女大学生之一:194，1926年加入广东妇女解放协会，是该协会的积极分子。同年，打算留学日本的杜君慧在中山大学日语补习班上结识了韩国独立运动家，中共党员，她的日语老师金奎光。金奎光给她传授了很多马列主义思想。1926年底，她留学到日本。当时日本的马列原著比中国多，她在日本开始阅读马列主义著作，广泛阅读第三国际党刊和各国进步文学作品。由于经费问题，杜君慧1927年返回广州。同年12月，她参加了广州起义，起义失败后曾帮助金奎光撤离参战的朝鲜士兵。1928年1月，杜君慧再次去往日本，加入了留东学生反日大同盟。同年6月，她因革命需要回国到上海工作，并加入中国共产党。

## 左翼作家联盟
回到上海后，杜君慧与转移到上海的金奎光重逢。1929年11月4日，两人在上海结婚。1930年，她与金奎光加入“中国左翼作家联盟”，后合译了《社会科学词典》、《教育史》等。此外，她还翻译出版了《国家与阶级》和《教育病理学》，并开始运用马列主义原理来研究妇女解放问题。1934年2月，她协助沈兹九办《申报》和《妇女园地》副刊，连载发表了《妇女问题讲座》专著。次年又协助沈兹九创办《妇女生活》月刊。

## 抗战时期
一二·九运动后，杜君慧开始担任上海妇女救国会党团书记兼组织部长，号召妇女反抗日本侵占东北三省，1936年5月开始担任全国各界救国联合会理事，从事反对日本侵入华北的运动。这一时期，她出版了《中国妇女问题》和《妇女问题讲话》增订本。1936年的后半年，杜君慧和金奎光由于金山的原因，遭到组织怀疑，被终止了中共党籍:120。
抗日战争全面爆发后，杜君慧跟随丈夫金奎光辗转武汉、重庆等地，先后担任中国战时儿童保育会理事、重庆临时保育院院长等职。她在四川泸州创建了第七保育院，并出任院长。1944年，她但任了中苏文化协会妇女委员会委员，推动中苏友好。同年11月，在邓颖超的支持下创办《职业妇女》月刊，以批判当时国民党统治区大批裁员女性的“妇女回家论”。1945年，她当选中国妇女联谊会常务理事，次年重新加入了中国共产党。

## 1949年以后
1949年1月北平解放后，杜君慧接任了北平女三中校长之职。同年3月在中国妇女第一次全国代表大会上，她被选为首届全国妇联候补执行委员。同年9月出席第一届中国人民政治协商会议。1950年，中共中央组织部恢复了她在1946年二次入党前的党籍。1955年，杜君慧开始出任北京第六中学校长兼党支部书记。她先后当选中国共产党第八次全国代表大会代表（1956年），第二（1954年）、三届（1959年）全国政协委员，第四届广东省政协常委，1981年2月7日在北京病故。:194

## 韩国追授勋章
作为金奎光的妻子，杜君慧也关心朝鲜妇女的解放运动，投身朝鲜独立运动。她自称是“朝鲜的女儿”，“一直把朝鲜妇女的事当成自己的事来对待”。她曾在重庆担任“韩国妇女爱国会”执行委员，兼“韩国救济总会”的理事。2016年8月15日韩国光复71周年之际，韩国政府追授杜君慧建国勋章爱族章，以表彰她对韩国独立运动所做出的贡献。

## 家庭
杜君慧的丈夫是韩国独立运动家金奎光。两人于1929年11月4日在上海结婚，膝下有三子。1945年日本投降后，金奎光与大韩民国临时政府政要一起回韩国。杜君慧选择留在中国。1946年，两人经考量后决定离婚，但一直保持书信联系。三个孩子后改杜姓。改革开放后，金奎光韩国妻子所生的儿子曾来到北京与杜君慧所生的3个孩子团聚。1990年代，在中国的3个孩子回访了父亲的国家:248。

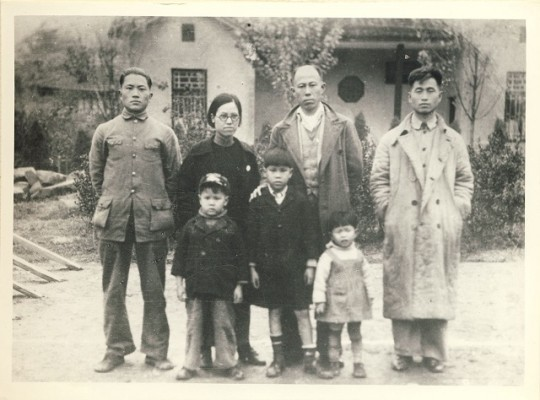
金奎光（右二）、杜君慧（左二排二）、朴健雄（右一）（郑律成的姐夫）、前排从右依次为郑律成的外甥女朴义兰（郑奉恩与朴健雄的女儿），金奎光与杜君慧的儿子杜健、杜链

- 长子杜钳：原广东省交响乐团指挥[1]
  - 孙子杜宁武：钢琴演奏家，多次访问韩国[8]
- 次子杜键：中国美术家协会理事，中央美术学院副院长[1]
- 三子杜链：国家发展改革委员会信息中心顾问 [1]

杜君慧夫妇是作曲家郑律成姐夫朴健雄的战友。郑律成初来中国时得到杜君慧夫妇关怀，视两人为亲哥嫂一般。郑律成是金奎光“朝鲜民族解放同盟”成员:108-110。1937年，郑律成是在杜君慧夫妇特别是杜君慧的帮助下，得到潘汉年和宣侠父的介绍信，以及李公朴的路费资助才得以去延安革命根据地的:108-110。